# تفاضل الأجيال
تفاضل الأجيال هو الاعتقاد بأن جيلاً معينًا لديه صفات فطرية قد تكون أقل شأنًا أو أعلى شأنًا من صفات جيل آخر. وينطبق هذا المصطلح عادة على ادعاءات التفوق في القيم الواضحة والتقييمات وأنماط الحياة والمعتقدات العامة لأحد الأجيال مقارنة بتلك الخاصة بجيل آخر، حيث تنقص المعايير القابلة للتحقق بموضوعية، والتي تثبت صحة ادعاء التفوق في حد ذاتها.
ويُستخدم المصطلح تفاضل الأجيال بكثرة كاتهام ضد الاعتقاد بأن الجيل المعاصر في حد ذاته متفوق بطبيعته على الأجيال السابقة، على سبيل المثال من خلال الممارسة الشائعة المتمثلة في الإشارة التحقيرية للثقافات القديمة على أنها «بدائية» - ينبغي عدم خلط ذلك مع المسمى الإيجابي البدائية - على الرغم من أن مقارنة الجيل الأكبر سنًا بالقيم والأنماط الحياتية للجيل الجديد قد تتم الإشارة إليها أيضا شعبيًا بأنها توليدية.
وقد تمت دراسة تفاضل الأجيال كظاهرة اجتماعية متكررة بالتفصيل من قبل الفيلسوفين السويديين ألكسندر بارد وجان سوديرفيست من خلال عملهما «الإمبراطورية العالمية» (The Global Empire) (المنشور في عام 2003 باللغة السويدية).واعتبر بارد وسوديرفيست تفاضل الأجيال أنه يرتبط بشكل وثيق ولكن بتحليل أقل كثيرًا بالعنصرية، والتي يقترحان أنه ينبغي دراستها بمزيد من التفصيل لتعزيز المناقشة العامة المتعلقة بـ النسبوية والبراجماتية في الفلسفة المعاصرة.